# South Milton
South Milton è un villaggio e parrocchia civile dell'Inghilterra, appartenente alla contea del Devon, nel distretto del South Hams.
La parrocchia civile (civil parish) include le frazioni di Sutton, a sud del villaggio, e Upton, a nord del villaggio. Nel 2021 la parrocchia aveva una popolazione di 371 abitanti.
La chiesa parrocchiale medievale è dedicata a Tutti i santi (All saints).